# Тушини (Свецький повіт)
Тушини (пол. Tuszyny, нім. Tuschin) — село в Польщі, у гміні Свекатово Свецького повіту Куявсько-Поморського воєводства.
Населення — 506 осіб (2011).
У 1975-1998 роках село належало до Бидгощського воєводства.

## Демографія
Демографічна структура станом на 31 березня 2011 року:
|          | Загалом | Допрацездатний вік | Працездатний вік | Постпрацездатний вік |
| -------- | ------- | ------------------ | ---------------- | -------------------- |
| Чоловіки | 266     | 58                 | 181              | 27                   |
| Жінки    | 240     | 53                 | 140              | 47                   |
| Разом    | 506     | 111                | 321              | 74                   |